# 五芳斋 (嘉兴)

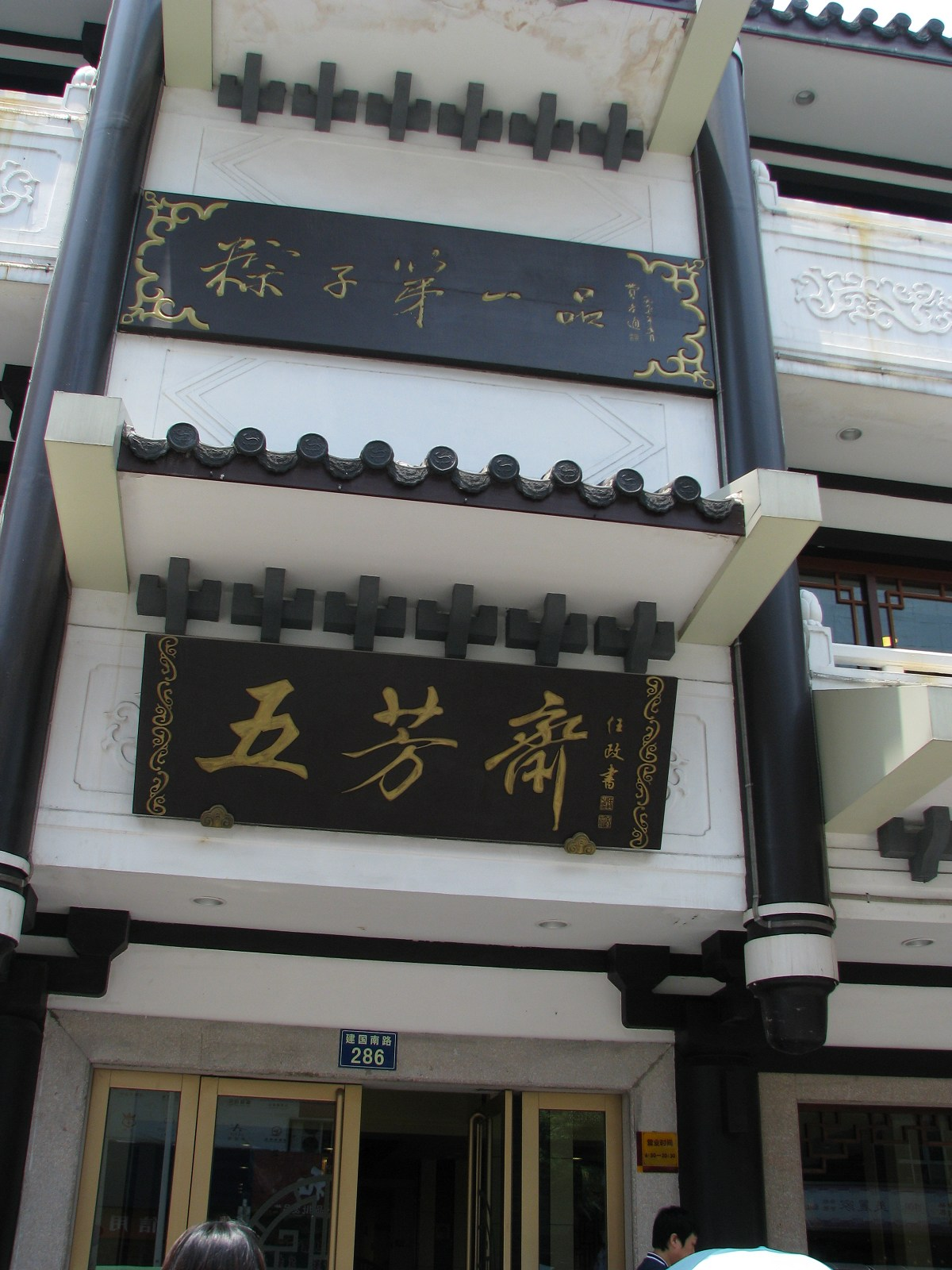
位于嘉兴市建国南路的五芳斋总店

浙江五芳斋实业股份有限公司（上交所：603237，简称：五芳斋）是一家以食品的生产、加工和销售为主的中华老字号，著名产品为五芳斋粽子。为中国最大的粽子产销企业。

## 历史
由于盛产稻米而商贸发达，浙江嘉兴市居民历来讲究饮食之道。明朝时期“嘉湖细点”已驰名中华大地。据清乾隆年间《古禾杂谈》一书记载：嘉兴粽子，昔日有白水粽、红枣粽、赤豆粽、豆板粽和碱水粽，俗称“五芳”。
然而如今五芳斋企业的创始则是以弹棉花为业的浙江兰溪手工艺人张锦泉，在1921年春夏季生意冷淡之时经营的粽子摊。因外形别致，选料、制作考究，风味独特而招徕了很多顾客。十多年后，张先生召集了几名老乡，在嘉兴的闹市张家弄口，租间门面开了首家“五芳斋”粽子店，经营火腿鸡肉粽、重油夹沙粽。事隔数年后，嘉兴人冯昌年、朱庆堂两人在首家店对面和隔壁也开设了“合记”和“庆记”两家五芳斋。三家呈品字形分布的五芳斋粽子店，一时成了嘉兴这座江南古城的独特风景。因为三位老板之间的激烈竞争，促使粽子选料考究，配制方案完善，口味精美，嘉兴张家弄“五芳斋”由此声誉鹊起，驰名江南。1949年后的城市改造使得张家弄不复存在，而三家粽子店也在1956年的公私合营中联手成立了新“五芳斋”。

## 发展
1998年，五芳斋被一家房地产企业收购，成为民营企业。由五家分公司构成其食品生产原料供应链。五芳斋以浙江为基地，在全国各地开设连锁店，并有意打造为著名的中式连锁快餐品牌。

## 产品
五芳斋以粽子而闻名华夏大地，花色品种近百个。另外公司借助品牌优势也开发中式点心以及卤味食品，如汤圆、月饼、咸蛋、酱鸭等。

## 五芳斋集团
如今，五芳斋已经形成一家以食品产业、农业为核心，兼具房地产、金融和贸易等业务的大型民营企业集团。集团总部所在地为浙江省嘉兴市。集团热心支持社会公益事业，分别在浙江工商大学和嘉兴一中设立了“五芳斋”奖学金，并积极捐助社会慈善机构。

## 事故
2011南京五芳斋霉变粽子致使孕妇流产事件引发对知名企业食品安全问题的担忧。